# America's Cup 1876
La 4ª edizione dell'America's Cup, terza difesa della coppa da parte degli statunitensi del New York Yacht Club, li vide opposti ai canadesi del Royal Yacht Club di Toronto, che presentarono la loro sfida con lo schooner Countess of Dufferin. La goletta statunitense Madeleine, tuttavia, ebbe facilmente ragione dell'imbarcazione sfidante, sconfiggendoli col punteggio di 2-0.

## La sfida canadese
Dopo il 1871, anno dell'ultima sfida per la coppa delle cento ghinee, nel Regno Unito la competizione perse interesse, da un lato per l'oggettiva difficoltà di battere i fortissimi americani, per di più a domicilio, dall'altro per una certa diffidenza nei confronti del Defender, accusato di interpretare le regole a proprio piacimento.
Nell'aprile 1876 fu dunque il maggiore canadese Charles Gifford a proporsi, e benché ci fosse molto scetticismo su un sindacato lacustre, il NYYC accolse di buon grado la sfida e, diversamente da quanto fatto in precedenza, concordò con lo sfidante ogni dettaglio della competizione; in particolare, dietro precisa richiesta dei canadesi, accettò di presentare in acqua un'unica imbarcazione. L'inizio della serie di regate, stavolta al meglio delle tre, venne in un primo momento fissato per la metà di luglio, salvo poi slittare di un mese, all'11 agosto, per dar più tempo ai canadesi di trasferirsi dal lago Ontario a New York.

## Le barche
La Madeleine, goletta a deriva mobile di 32 metri, di proprietà del modellista newyorkese Jacob Voorhis, era stata varata ben 8 anni prima, nel 1868, ed aveva partecipato alla regata di flotta che decise l'America's Cup 1870, piazzandosi 12ª su 15 barche in gara, dietro peraltro allo sfidante britannico Cambria. Nonostante ciò, negli anni settanta del XIX secolo essa era ritenuta senza dubbio la goletta più veloce al mondo, tanto che nessuno voleva regatare contro di lei, e per tale motivo fu scelta dal NYYC come loro rappresentante.
La Countess of Dufferin, invece, fu costruita di proposito per la competizione e venne varata sull'Ontario nel maggio 1876, ricevendo tale nome in onore di Frederick Hamilton-Temple-Blackwood, 1º marchese di Dufferin, all'epoca governatore generale del Canada. Malgrado i canadesi ne fossero alquanto fieri, quando, il 18 luglio, l'imbarcazione giunse nella baia di New York, essa destò una pessima impressione e venne persino ridicolizzata sia dalla stampa che dal pubblico. Essa infatti, a causa della mancanza d'esperienza e dei tempi molto ristretti di costruzione, praticamente non era ancora ultimata: lo scafo non era stato carteggiato, le vele, mal tagliate, non erano rifinite e l'attrezzatura incompleta e di difficile manovra. Insomma, a detta degli americani, una classica barca d'acqua dolce. Eppure, un simile catorcio del mare fu capace, in una regata di preparazione, di battere niente di meno che America, colei che nel 1851 strappò la coppa delle cento ghinee ai britannici.

## Le regate
Come nel 1871, vennero stabiliti due percorsi differenti, uno triangolare all'interno della baia di New York, per un totale di 32,6 miglia nautiche (60 km), ed uno a bastone in mare aperto, della lunghezza di 20 miglia (37 km) da percorrere in andata e ritorno.
Sin dall'inizio le regate non ebbero storia, con la Madeleine che batté agevolmente la Countess of Dufferin sia nella prima che nella seconda regata, chiudendo così la serie sul 2-0. In particolare, alla seconda regata prese parte, fuori competizione, anche America, la quale però partì con alcuni minuti di ritardo per non ostacolare i due contendenti; nonostante ciò, America riscattò appieno la sconfitta patita giorni addietro, battendo anch'essa la Countess of Dufferin di ben 19'09" e facendo meglio nel lato di bolina della stessa Madeleine di 1'44".
| Vincitore                 | Sconfitto              | Distacco           | Distacco           |
| ------------------------- | ---------------------- | ------------------ | ------------------ |
| Regata 1 - 11 agosto 1876 | Triangolo, 32.6 miglia | Effettivo          | Corretto           |
| Madeleine                 | Countess of Dufferin   | 09:58              | 10:59              |
| Regata 2 - 12 agosto 1876 | Bastone, 40 miglia     | Bastone, 40 miglia | Bastone, 40 miglia |
| Madeleine                 | Countess of Dufferin   | 26:13              | 27:14              |

| Sindacato                 | Regata 1 | Regata 2 | Totale |
| ------------------------- | -------- | -------- | ------ |
| New York Yacht Club       | 1        | 1        | 2      |
| Royal Canadian Yacht Club | 0        | 0        | 0      |

Nonostante la netta sconfitta, i canadesi furono comunque soddisfatti dalle prestazioni della loro barca, considerando i mezzi e l'approssimazione con cui era stata costruita, e non rinunziarono al sogno della conquista della coppa, riprovando cinque anni più tardi con una nuova sfida.